# Parque Arriaga
El parque Arriaga de Madrid se encuentra ubicado en el barrio de Pueblo Nuevo (distrito de Ciudad Lineal). Cuenta con una extensión de 4,83 hectáreas y fue inaugurado en 1979. 
Está limitado por la avenida de Daroca, que lo separa del cementerio de La Almudena, la calle de Arria y la calle de Ledesma, con una parte del parque separada del resto por la calle del Lago Constanza. Es fácilmente accesible desde el carril bici que transcurre, en forma de acera bici, por la avenida de Daroca y lo comunica con otros parques como son los jardines del Retiro de Madrid, el parque del Paraíso en San Blas o, siguiendo el anillo verde ciclista, el parque de El Capricho y el parque Juan Carlos I.
Cuenta tanto con equipamiento infantil como con pistas para la práctica deportiva. Alterna superficies de arena con superficies de césped, con distintas especies de árboles, destacando las coníferas, representadas por pinos, abetos, algún ciprés y arizónicas, que alternan con otras especies ornamentales típicas de parques y jardines, como pruno, árbol del paraíso y otros. Todo el parque está recorrido por un circuito asfaltado que, salvo por deficiencias en el mantenimiento, lo convierten en un espacio adecuado para el paseo por todo tipo de usuarios en cualquier época del año.